# Bill Willis (Musiker)
Bill Willis ist ein US-amerikanischer Country- und Rockabilly-Musiker.
Bill Willis war ein Künstler aus Greenwood, South Carolina, wo er auch als Musiker arbeitete. Um 1958 nahm Willis zusammen mit Jimmy Lawrence und der Willis Family bei dem kleinen Label Rocket Records aus Oregon seine erste Single auf. Ende der 1950er-Jahre erschien bei dem Starday-Package-Label Dixie Records seine nächste Single, auf deren B-Seite jedoch ein Song von Goldie Norris gepresst wurde. Im März 1960 folgte mit dem Rockabilly-Song Boogie Woogie All Night seine zweite Veröffentlichung bei Dixie. Kurze Zeit später – ebenfalls im März – wurde Willis’ letzte Platte bei Dixie veröffentlicht. Doch wegen der fehlenden Vermarktung schafften die Platten es zunächst nicht über regionale Erfolge hinaus, zumal die Singles von Starday nur in kleinen Stückzahlen gepresst wurden. Jedoch sind die Platten heute (2009) aufgrund der Seltenheit unter Sammlern begehrt und erreichen teilweise hohe Preise.
Danach zog sich Willis aus dem Musikgeschäft zurück.

## Diskographie
| Jahr     | Titel                                                              | Label #      |
| -------- | ------------------------------------------------------------------ | ------------ |
| 1958 (?) | Bad Land Shimmy / Right Kind of Woman (A-Seite von Jimmy Lawrence) | Rocket 1014  |
| 1959 (?) | ? / ?                                                              | Dixie 45-803 |
| 1960     | Boogie Woogie All Night / Where Is My Baby?                        | Dixie 45-825 |
| 1960     | ? / ?                                                              | Dixie 45-845 |